# Waliły-Stacja
Waliły-Stacja – wieś w Polsce położona w województwie podlaskim, w powiecie białostockim, w gminie Gródek.

## Opis

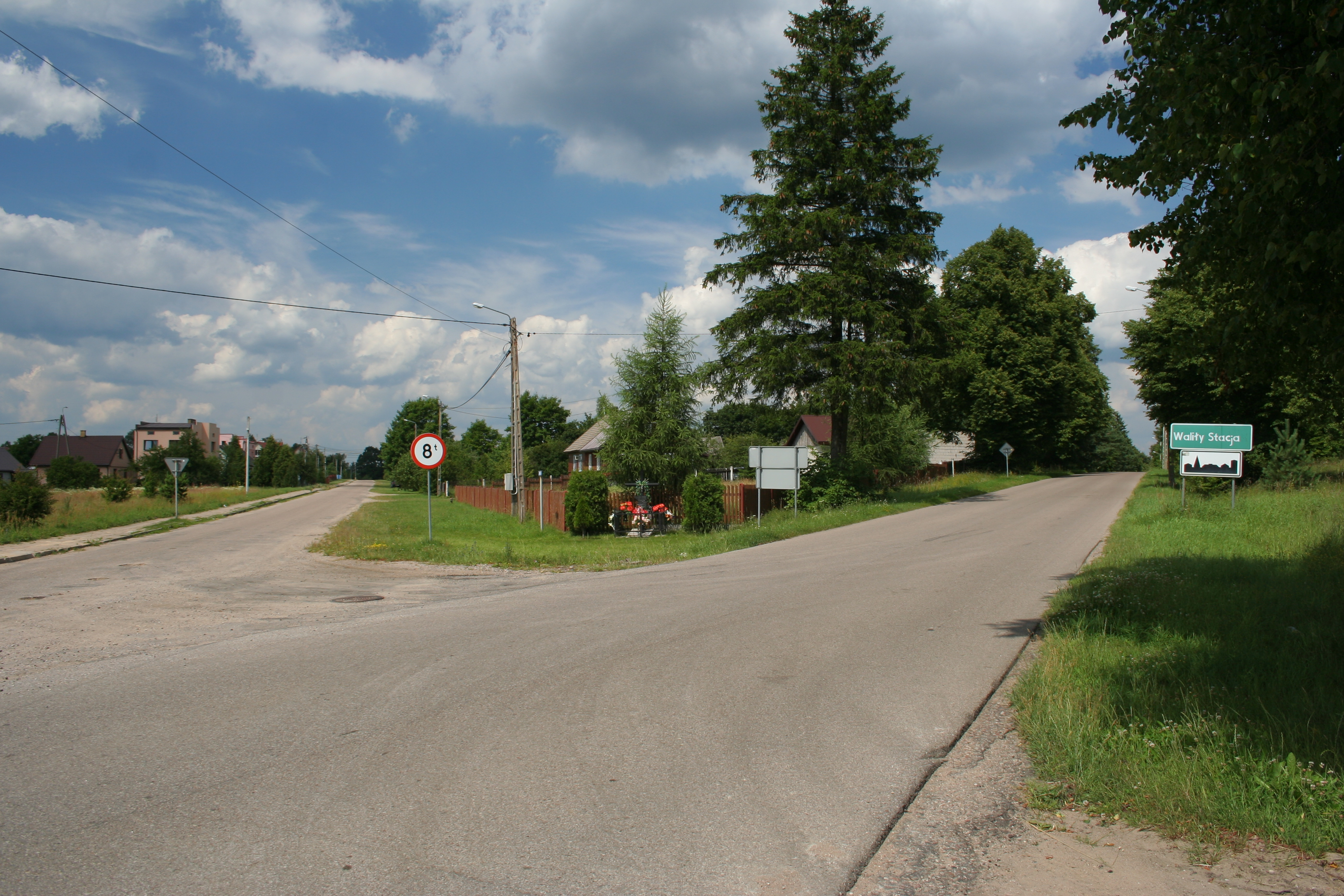
Wjazd do wsi od strony Gródka

Nazwa miejscowości: Waliły-Stacja stanowi wyróżnienie tej wsi od dwu innych, które również w gminie Gródek mają taką samą nazwę, dla odróżnienia jednak przyjęło się je nazywać (również oficjalnie) Waliły i Waliły-Dwór (dawniej: Waliły PGR).
Jak wskazuje drugi człon nazwy, w miejscowości znajduje się stacja kolejowa na trasie Białystok – Zubki Białostockie. 
Aktualnie na trasie obsługiwane są weekendowe przewozy pasażerskie z Białegostoku do Walił.
W latach 1975–1998 miejscowość administracyjnie należała do województwa białostockiego.
W pobliżu wsi znajduje się głaz narzutowy o obwodzie 19 m – największy w tej części Polski. W miejscowości znajduje się też siedziba Nadleśnictwa Waliły oraz wpisana do rejestru zabytków stara nadleśniczówka.
Prawosławni mieszkańcy wsi należą do parafii Narodzenia Najświętszej Marii Panny w Gródku, a wierni kościoła rzymskokatolickiego do parafii Najświętszego Serca Pana Jezusa w Gródku.
Przez Waliły-Stację ulicą Szosa Wschodnia przebiega droga krajowa nr 65.